# NGC 4612
NGC 4612 este o galaxie lenticulară situată în constelația Fecioara. A fost descoperită în 23 ianuarie 1784 de către William Herschel. Se află la o distanță de 16,37 megaparseci de Pământ.